# Cynthia Cooper
Cynthia Cooper – amerykańska księgowa, zatrudniona w korporacji WorldCom jako wiceprezydent audytu wewnętrznego. W 2002, wraz z zespołem współpracowników pracowała potajemnie i często nocami, dla wyjaśnienia oszustwa finansowego, wartego 3,8 miliarda dolarów – największego w tych czasach oszustwa finansowego w USA. W 2008 opublikowała książkę opisującą te wydarzenia: Extraordinary Circumstances: The Journey of a Corporate Whistleblower. Dochód z jej sprzedaży został przeznaczony na rozwój nauczania etyki biznesu na uniwersytetach.
W 2002 była jedną z trzech osób (tzw. The Whistleblowers), które magazyn „Time” uhonorował tytułem "Człowieka Roku".